# 제프 스팅코
제프 스팅코(영어: Jeff Stinco, 1975년 8월 22일 ~ )는 캐나다의 음악가로, 심플 플랜의 기타리스트로 활동하고 있다.